# Maria Lynn Ehren
Maria Lynn Ehren (em tailandês: มารีญา พูลเลิศลาภ; Bangkok, 18 de janeiro de 1992), também conhecida como Maria Poonlertlarp é uma modelo, cantora e campeã de beleza tailandesa. Maria Lynn Ehren venceu o Miss Tailândia 2017 e representou a Tailândia no Miss Universo 2017, terminando como finalista do Top 5.

## Biografia
Maria Lynn Ehren nasceu em Bangkok, Tailândia, filha de um pai sueco, Göran Ehren, engenheiro elétrico e uma mãe chinesa, Chanoksuang Ehren, ex-professora do Instituto American TESOL. Aos dois anos, mudou-se com sua família para Hanói, capital do Vietnã. Voltou para Bangkok com a família quando tinha sete anos. Aos 14 anos, ela começou a treinar como modelo no Elle Thailand. Depois de se formar bacharel na Erasmus Universiteit Rotterdam, nos Países Baixos, ela frequentou a Stockholm Business School e fez um mestrado na Universidade de Estocolmo, recebendo seu diploma em comércio internacional de empresas. Maria Lynn Ehren é fluente em tailandês, inglês, sueco e chinês.
Enquanto residia na Suécia, Maria Lynn Ehren trabalhou como professora de inglês, seguido por uma breve carreira como dj. Ela então trabalhou como chefe de uma comissão de marketing na Erasmus Student Network, em Roterdã. Em 2014, ela voltou para a Tailândia para trabalhar na Broadgate Financial, onde avançou para tarefas gerenciais em marketing digital. Em agosto de 2016, Maria Lynn Ehren foi capa da revista Vogue Tailândia.
Maria Lynn Ehren é adepta do agnosticismo e uma praticante do budismo Theravada, a religião dominante da Tailândia. Além disso, ela é uma voluntária que ensina inglês em Duang Prateep, uma fundação sem fins lucrativos patrocinada pela família real tailandesa para crianças na Tailândia. Em 26 de novembro de 2017, Maria Lynn Ehren representou a Tailândia no concurso Miss Universo 2017 em Las Vegas, onde terminou no Top 5.